# Liassochrysa stigmatica
Liassochrysa stigmatica là một loài côn trùng trong họ Mantispidae thuộc bộ Neuroptera. Loài này được Ansorge & Schlüter miêu tả năm 1990.